# Dominika Skutnik
Dominika Skutnik (ur. 1971 w Gdańsku) – polska artystka wizualna.

## Życiorys
Absolwentka Wydziału Malarstwa i Grafiki ASP w Gdańsku, dyplom pod kierunkiem prof. Witosława Czerwonki (1999). Stypendium pobytowe miasta Bremy (2004), rezydencja w Forum Stadtpark w Grazu, Austria (2005), rezydencja w 18th Street Arts Center w Santa Monica, USA (2006).
W cyklach Obrazy bez tytułów (1999-2000) na niewielkie kwadratowe podobrazia naciągała kolorowe, wzorzyste tkaniny, mocno je werniksując. Z kolei w serii Obrazy enkaustyczne (2000-2001) Skutnik zrezygnowała z malarskiego blejtramu, w swoich obrazach-obiektach korzystając z podłoża gotowego – ready-made. Artystka jest także autorką instalacji, w dosłownym tego słowa znaczeniu. Konstruując takie prace, jak Pole (2003) czy Wieniec (2003), skorzystała odpowiednio z przewodu głośnikowego i przewodu elektrycznego, które w przestrzeni galerii generowały pole elektromagnetyczne.
Mieszka i pracuje w Gdańsku.

## Wystawy
- 2006: You won’t feel a thing, Kunsthause Dresden, Niemcy; Polyphony of images, Polish Consulate NY;
- 2005: Tattoo, wyst. ind. Platan Gallery, Budapeszt, Węgry;
- 2004: BHP, Instytut Sztuki Wyspa, Gdańsk; Rauma Biennale Balticum; Krzątanina II, BWA Wrocław;
- 2003: Kierunek, wyst. ind. Galeria KOŁO, Gdańsk; Architecture of gender, Sculpture Center, NY USA; Dialog Loci, Kostrzyn;
- 2002: Rybie oko 2, BGSW Słupsk;
- 2001: Obiekty malarskie, wyst. ind. Galeria Wyspa, Gdańsk.

## Źródła
- Pierwotna wersja hasła pochodzi z tomu Tekstylia bis, Korporacja Ha!art, Kraków 2006.